# Січневе повстання (1918)
Січневий заколот (у деяких джерелах Січне́ве повста́ння) — збройний виступ у Києві 16 (29) січня — 22 січня (4 лютого) 1918 року, який організував київський комітет Російської більшовицької партії (РСДРП(б)) проти Української Центральної Ради та Української Народної Республіки під час наступу військ радянської Росії на Київ. Заколот тривав сім днів та прискорив окупацію Києва російськими більшовиками.

## Перебіг подій
Київські більшовики заздалегідь, від початку радянсько-української війни, готувалися до збройного заколоту, який планували розпочати з наближенням до міста червоних (більшовицьких) військ. Подібну тактику використовувала більшовицька партія:
- по-перше, для відтягування українських сил з антибільшовицького фронту,
- по-друге, для прикриття прямої агресії радянської Росії проти УНР. При наближенні російських більшовицьких загонів в українських містах спалахували повстання, якими керували більшовики. Це давало можливість стверджувати, що радянську владу встановлювали українські трудящі за допомоги революційного російського війська. У такий спосіб встановили більшовицьку владу в Катеринославі, Одесі, Миколаєві, Єлисаветграді. На черзі була столиця Української Народної Республіки — Київ.

Центром підготовки до збройного виступу проти Української Центральної Ради став завод «Арсенал». Щоб запобігти збройному виступу, 5 (18) січня загони Вільного козацтва вилучили з «Арсеналу» велику кількість зброї, провели обшуки на підприємствах міста, заарештували низку більшовицьких діячів. Закрили орган Київського комітету РСДРП(б) — газету «Голос социал-демократа». Для остаточної ліквідації більшовицького осередку на «Арсеналі» планували вивезти звідти запаси вугілля, що мало призвести до зупинки виробництва та закриття заводу. Довідавшись про це, 15 (28) січня робітники «Арсеналу» провели мітинг і вирішили вчинити опір владі. За допомогою солдатів Шевченківського полку, що охороняли склад конфіскованої зброї, зброю повернули на завод. Того ж дня на спільному засіданні Київського комітету РСДРП(б) з міською радою робітничих і солдатських депутатів у приміщенні Комерційного інституту арсенальці запропонували почати повстання негайно. Присутні на засіданні делегати від двох українських полків пообіцяли його підтримати. Збори обрали для керівництва ревком у складі Яна Гамарника, Олександра Горвіца, Андрія Іванова, Ісака Крейсберга та інших. Штаб повстання розмістився в будинку № 47 по Великій Васильківській вулиці.
Заколот почався вночі з 15 на 16 січня коли частина бійців Полку ім. Сагайдачного захопила арсенал на Печерську. До нього приєдналися робітники інших підприємств міста, частина вояків з українських полків — Богданівського, Шевченківського та полку імені Сагайдачного. Головна мета повстання зводилася до того, щоб оточити будинок Педагогічного музею, де перебувала Центральна Рада, скинути її та проголосити в Києві радянську владу в особі Харківського ЦВК Рад та Народного Секретаріату.
Вранці 16 (29) січня 1918 року представники Київської ради робітничих та солдатських депутатів вручили Українській Центральній Раді ультимативні вимоги: передати владу Радам і роззброїти українські військові частини. Центральна Рада відхилила їх — натомість зажадала беззастережної капітуляції. З вечора в місті поновилися збройні сутички. Головні сили повсталих зосереджувалися навколо «Арсеналу» на Печерську, осередки повстання з окремим керівництвом виникли також на Шулявці, Деміївці, Подолі. Повстанцям вдалося зайняти залізничну станцію Київ-Товарний, звідти вони повели наступ, наближаючись до центру міста — Великої Васильківської вулиці та Хрещатика. Особливо небезпечними були дії червоногвардійців Подолу, яким вдалося захопити Старокиївську поліцейську дільницю на Софійській площі та готель «Прага» на Володимирській вулиці неподалік від будівлі Центральної Ради. 17 (30) січня в місті розпочався загальний страйк, припинили роботу водопровід, електростанція, міський транспорт.

Конверт, випущений благодійним фондом «Героїка» у 2018 р., присвячений річниці боїв за завод «Арсенал».

Українська влада виявилася неспроможною навести порядок у столиці. У місті майже не було надійних військ, які підтримували Центральну Раду, проти повсталих воювали лише окремі підрозділи Богданівського, Полуботківського, Богунського полків, Галицько-Буковинський курінь січових стрільців, Вільне козацтво. Частина розпропагованих більшовиками вояків українських полків виступила на їхньому боці, інші військові тримали нейтралітет. Не було єдиного командування, військами керували два штаби — коменданта міста Михайла Ковенка і командувача Київським військовим округом Миколи Шинкаря. У Києві перебувало до 20 000 солдатів і офіцерів старої російської армії, які лишались нейтральними спостерігачами, але ані повстанці, ані українська влада не зробили жодного кроку, аби залучити їх на свій бік. Те ж саме стосується і київських мешканців, які в масі своїй співчували більшовикам, а не владі УНР.
У той самий час, 15–25 січня (28 січня–7 лютого) в Києві відбувалися VIII загальні збори Центральної Ради. 19 січня (1 лютого) вона звернулася до киян з відозвою, в якій повідомляла, що урядові сили контролюють усі ключові установи міста; закликала робітників припинити страйк, від якого найбільше потерпає населення міста; обіцяла вирішення найближчим часом пекучих потреб робітництва та проведення широких соціально-економічних реформ. Становище почало виправлятись після 19 січня (1 лютого), коли до Києва прибули Гайдамацький кіш Слобідської України під командуванням Симона Петлюри, що відступав під ударами військ Михайла Муравйова, та Гордієнківський полк, який привів з Північного фронту полковник Всеволод Петрів. 20 січня (2 лютого) повстання на вулицях Києва придушене, тримався лише його головний оплот — завод «Арсенал». Після кровопролитного штурму завод був взятий військами Симона Петлюри ранком 22 січня (4 лютого). Важливу роль у придушенні заколоту зіграли Січові Стрільці під командою Євгена Коновальця. Згідно з радянською пропагандою, на місці було розстріляно понад 300 його «захисників». Проте, згідно з останніми публікаціями очевидців Симон Петлюра не дозволив масового розстрілу:
|   | Коли хочете розстріляти їх – і показує на юрбу – то розстріляйте перш мене! Це ж робітники, які, може, й по несвідомости спровоковані до повстання проти української влади робітників і селян; між ними, може, є чимало й несвідомих українців із тих працюючих, за яких ви ведете боротьбу і ви їх хочете розстріляти? Я того не дозволю, першу кулю мене! |
| — | |

## Підсумки
Січневий заколот тривав сім днів, він призвів до численних жертв як серед заколотників, так і вояків УНР. У ході вуличних боїв завдали руйнувань місту. Київський комітет більшовиків виконав свою задачу: виступ у Києві затримав нечисленну українську армію, відтягнув на себе війська з Полтавщини і Чернігівщини, що полегшило просування більшовицьких загонів із Росії. Українські сили, стомлені вуличними боями, були не в змозі протистояти військам на чолі з Михайлом Муравйовим, які вже 22 січня (4 лютого) зайняли Дарницю і мости через Дніпро та розпочали обстріл міста з важкої артилерії, а за чотири дні, 26 січня (8 лютого) 1918 року, повністю оволоділи Києвом.
17 лютого 1918 року, близько 750 загиблих під час заколоту, поховали у братській могилі в Маріїнському парку. У жовтні 1927 року над могилою встановили невеликий пам'ятник. У 1967—2023 роках на цьому місці знаходився пам'ятник учасникам заколоту.
У 1919-2007 рр. сучасна вулиця Івана Мазепи у Києві носила назву вулиця Січневого повстання.
У квітні 1923 року на площі біля «Арсеналу» відкрили пам'ятник на честь робітників заводу «Арсенал» — учасників збройних повстань у жовтні 1917 та у січні 1918 року.

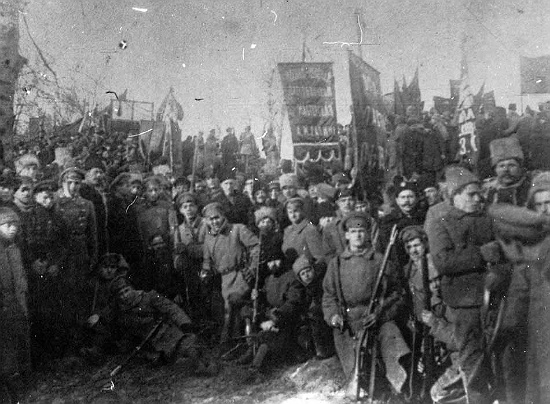
Група озброєних робітників — учасників Січневого заколоту
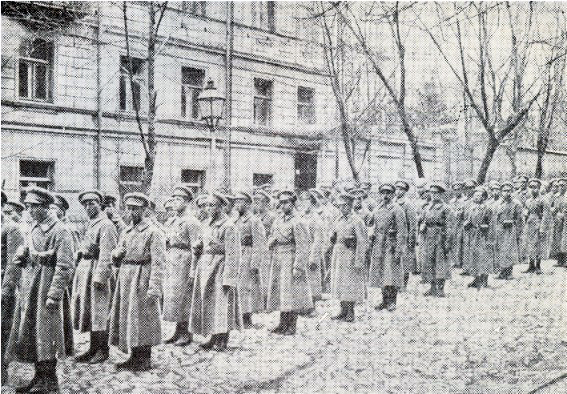
Січові стрільці у Києві під час придушення заколоту, січень 1918 року
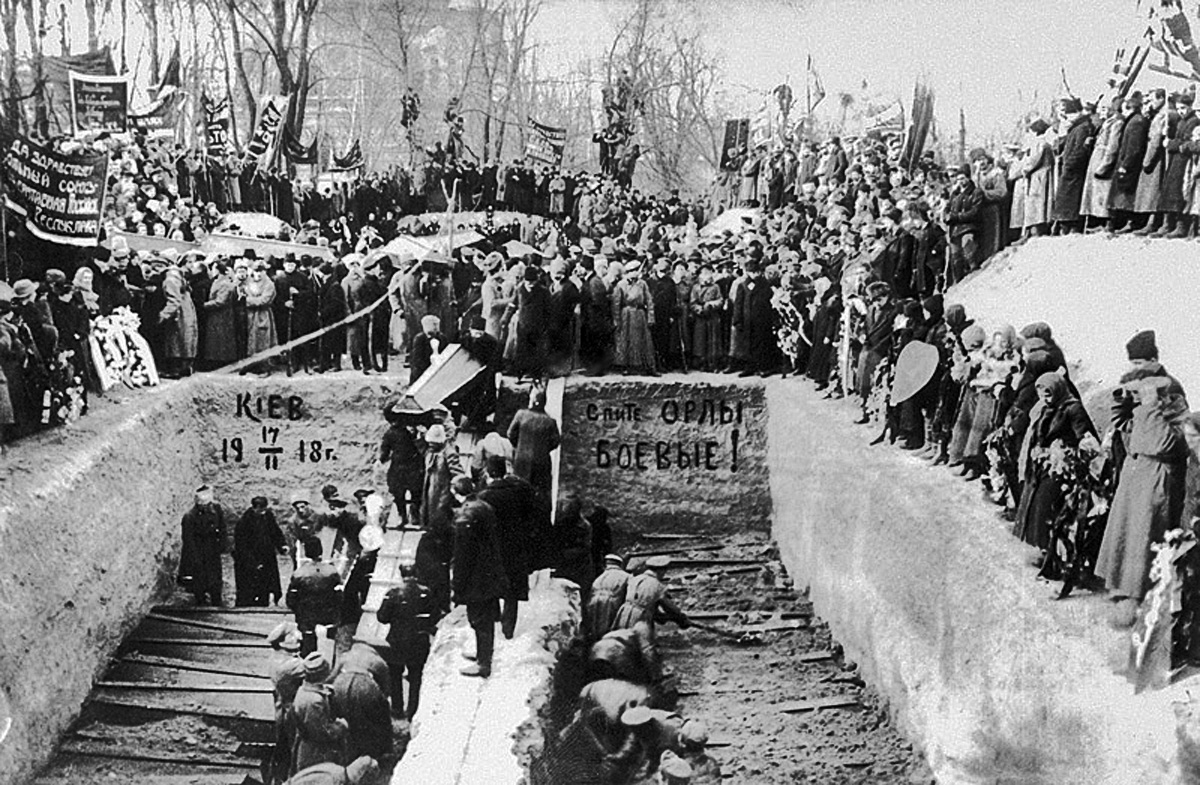
Поховання учасників заколоту. 17 лютого 1918 року
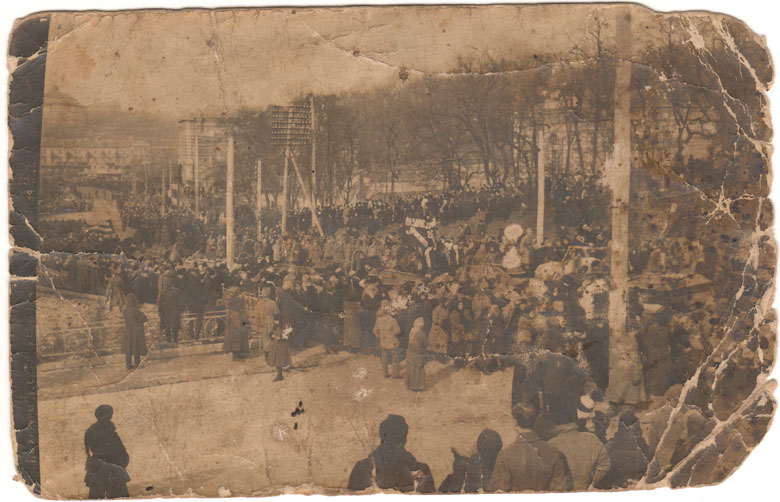
Похорон учасників заколоту. 17 лютого 1918 року
Колишній пам'ятник учасникам заколоту в Маріїнському парку